# Abubakari II.
Abubakari II. (eigentlich Abū Bakr) ist der Name eines quellenmäßig nicht greifbaren mansā (Königs) des Mali-Reiches in Westafrika. Er soll um 1310 regiert und dann abgedankt haben, um eine Expedition über den Atlantik anzuführen. Sein Bruder oder Sohn soll der in der afrikanischen Geschichte bekannte Mansa Musa gewesen sein, der durch seine Pilgerfahrt nach Mekka im Jahre 1324 berühmt wurde. Die Existenz Abubakaris II. wird von den führenden Historikern, die auf Afrika spezialisiert sind, bestritten. Dagegen ist er für US-amerikanische „Afrozentristen“ zum Kristallisationspunkt eines neuen Geschichtsbildes geworden. Nach ihrer Ansicht hat er fast 200 Jahre vor Christoph Kolumbus Amerika erreicht und dort die afrikanische Kultur oder – nach alternativer Lesart – den Islam unter den Ureinwohnern verbreitet.

## Die arabischen Quellen zu Abubakari II.

### al-Umarī
Die am meisten zitierte Quelle über den angeblichen mansā Abubakari findet sich in der Chronik des nach Ägypten übergesiedelten Syrers Shihāb al-Dīn al-Umarī (1300/01–1349). Er konnte etwa 25 Jahre nach Mansa Musas Besuch Personen befragen, die mit dem Herrscher von Mali gesprochen hatten. Der Gouverneur von Kairo, Ibn Amīr Hājib, hatte Mansa Musa gefragt, wie er zum König von Mali geworden sei. Darauf erzählte der Herrscher:
Wir stammen aus einer Familie, in der die Herrscherwürde erblich ist. Nun dachte mein Vorgänger in der Herrschaft, es sei nicht unmöglich, sich vom Vorhandensein eines Gegenufers im Meer al-Muhit (Atlantischer Ozean) zu überzeugen. Besessen von diesem Gedanken und beseelt von dem Wunsche, seine Richtigkeit nachzuweisen, ließ er einige hundert Fahrzeuge ausrüsten, bemannte sie und gab ihnen ebenso viele andere mit, die mit Gold, Mund- und Wasservorräten in solcher Fülle ausgestattet waren, dass sie einem mehrjährigen Bedürfnis der Mannschaft zu genügen vermochten. Bei der Ausfahrt richtete er an die Kommandanten folgende Ansprache: „Kommt nicht eher zurück, ehe ihr nicht die äußerste Grenze des Ozeans erreicht habt oder ehe eure Lebensmittel und eure Wasservorräte erschöpft sind.
Sie fuhren ab und blieben lange abwesend; es verging eine geraume Zeit, ohne dass jemand zurückkehrte. Endlich fand sich ein einzelnes Fahrzeug wieder ein. Wir befragten den Führer dieses Fahrzeugs, was geschehen sei. Er antwortete: „Fürst, wir sind lange gefahren bis zu einem Augenblick, da wir auf offener See eine heftige Strömung, wie einen Fluss, antrafen. Ich fuhr hinter der anderen Flotte her. Alle Fahrzeuge vor mir setzten ihre Fahrt fort, aber sobald eines von ihnen an diese Stelle kam, verschwanden sie, ohne dass wir erfahren konnten, was aus ihm geworden ist. Ich selbst wollte mich nicht in das Abenteuer dieses Strudels stürzen und kehrte deshalb um.“ 
Der Sultan wollte dem Bericht keinen Glauben schenken und missbilligte das Verhalten. Er ließ darauf 2000 Schiffe ( … ausrüsten, von denen die Hälfte für ihn gedacht war und die Männer in seiner … ) Begleitung, die anderen für den Transport der Vorräte und des Trinkwasser bestimmt war. Er vertraute mir die Regierung an und fuhr mit seinen Begleitern auf dem Meer al-Muhit ab. Wir haben ihn und die andern bei dieser Gelegenheit zum letzten Mal gesehen. Ich blieb unbeschränkter Herrscher des Reiches.
Auffällig ist, dass diese aus zweiter oder dritter Hand überlieferte Anekdote keinen Namen nennt und auch nicht erklärt, in welchem Verwandtschaftsverhältnis dieser Herrscher zu Mansa Musa gestanden haben soll. Ebenso wenig erfährt man Einzelheiten über den Hafen oder die Region, von wo aus die Flotten in See stachen. Andererseits erscheinen die Zahlen bezüglich der Schiffe sehr unwahrscheinlich, sofern sie nicht eher metaphorisch im Sinne von „sehr, sehr viele“ zu verstehen sind. Festzuhalten bleibt, dass von der Suche nach einer fernen Welt am anderen Ende des Ozeans keine Rede ist und alle Einzelheiten, die von amerikanischen und afrikanischen Historikern und Schriftstellern genannt werden, sich nicht aus dieser kurzen Darstellung herleiten lassen.

### Ibn Chaldūn
In seiner Weltgeschichte, die sich sehr ausführlich mit den muslimischen Völkern Nord- und Westafrikas befasst, schreibt der tunesische Historiker und Philosoph Ibn Chaldūn (1332–1406) über die Vorgänger von Mansa Musa seit dem ausgehenden 13. Jahrhundert: „The ruler after this Sākūra was Qū, grandson of the sultan Mārī Jāta (d. i. Sundjata), then after him his son Muhammad b. Qū. After him their kingship passed from the line of Marī Jāta to that of his brother Abu Bakr in the person of Mansā Mūsā b. Abu Bakr.“ Aus der Textstelle geht eindeutig hervor, dass Abu Bakr nicht selber Herrscher über Mali gewesen ist. Vielmehr ging die Krone von Sundjatas Enkel auf einen Verwandten über, der zwar aus dem Königsclan der Keita stammte, aber den Reichsgründer nicht zu seinen direkten Vorfahren zählte, sondern dessen Bruder Abu Bakr. Dieser wurde irrtümlich als mansā und als unmittelbarer Vorgänger von Mansa Musa identifiziert, weil dieser ausgesagt haben soll, dass die Herrschaft in Mali vom Vater auf den Sohn übergehe.

## Mande-Überlieferungen
Bereits Charles Monteil (1871–1949) verwies 1929 darauf, dass Abubakari II. – im Gegensatz zu Abubakari I. (Mande-Name: Bata Mande Bory) – in keiner mündlichen Überlieferung Erwähnung findet. Die Auswertung der traditionellen Gesänge und Epen der Mande hat bis zum heutigen Tag keine wesentlich anderen Ergebnisse erbracht. Der aus Guinea stammende Historiker Djibril Tamsir Niane glaubt, aus den Epen der „Traditionalisten“ seiner Heimat Hinweise auf einen Herrscher herauslesen zu können, von dem er annimmt, er könne vielleicht mit Abubakari II. identifiziert werden. Der amerikanische Historiker Ivan Van Sertima, der Hauptvertreter der Theorie von der vorkolumbischen Entdeckung Amerikas durch die Schwarzafrikaner, behauptete 1976, für seine Rekonstruktion der Fahrt Abubakiris einheimische Überlieferungen genutzt zu haben, gibt aber – wie auch in anderem Zusammenhang – keine konkreten Quellen an. Zuletzt hat sich der malische Schriftsteller und Dramatiker Gaoussou Diawara mit Abubakari befasst und zuerst ein Theaterstück (1992) und 1999 eine Biografie des Herrschers verfasst. Er verweist auf den Umstand, dass die malischen Griots den Herrscher komplett ignoriert haben, weil er ihrer Ansicht ein Schandfleck für die Geschichte ihres Volkes gewesen sei. Die epischen Gesänge, in deren Mittelpunkt Abubakari steht, sind neueren Datums und in erster Linie durch die von Diawara verfasste Biografie inspiriert, wenngleich sie sich formal an die klassischen Vorbilder der „griot“-Tradition halten.

## Maurice Delafosse
Die Annahme, Mali sei kurz nach 1300 von einem König namens Abubakari regiert worden, geht auf den französischen Orientalisten und Westafrikaexperten Maurice Delafosse (1870–1926) zurück. In seinem 1912 erschienenen, dreibändigen Werk Haut-Sénégal-Niger versuchte er erstmals, aufgrund der vorhandenen (zumeist schriftlichen) Quellen eine lückenlose Liste der Mali-Könige zu erstellen. Er benutzte auch traditionelle Epen, die er aber angesichts der teilweise 600 bis 700 Jahre zurückliegenden Ereignisse nicht für zuverlässig hielt. Bei der Festlegung der Chronologie ging Delafosse teilweise willkürlich vor, um sein System möglichst stimmig erscheinen zu lassen, und setzte die Regentschaftszeiten fest, ohne in jedem Fall darzulegen, wie er zu den Daten gelangt war. Bei seiner Rekonstruktion der Geschichte ignorierte er jedoch weitgehend die einheimischen, mündlichen Überlieferungen der Mande und verließ sich weitgehend auf die arabischen Quellen, vor allem auch Ibn Chaldūn und al-Umarī. Der zuletzt genannte Chronist berichtete, dass Mansa Musa die Herrschaft von einem namentlich nicht genannten mansā übernommen habe. Daraus schloss Delafosse, dass es sich hierbei um den in der Schrift von Ibn Chaldūn als Vater Mansa Musas genannten Abū Bakr handeln müsse, obwohl dieser mit keinem Wort als Herrscher bezeichnet wird. Andererseits soll der genannte Abu Bakr (in den oralen Traditionen als „Bogari“ – nicht als „Abubakari“ – bezeichnet) ein Bruder des Reichsgründers Sundjata gewesen sein, der aber im frühen 13. Jahrhundert regierte, und somit scheidet Abu Bakr als Vater des zwischen ca. 1312 und 1337 regierenden Mansa Musa aus. Erst recht kann er nicht, wie von verschiedenen amerikanischen Autoren behauptet, der Bruder von Mansa Musa gewesen sein.
Der französische Kolonialhistoriker Charles Monteil übernahm zwar die von Delafosse aufgestellte Herrscherliste und wollte die Existenz eines Abubakari II. nicht grundsätzlich bestreiten. Jedoch unterstrich er, dass der Name nirgends in den mündlichen Überlieferungen der Mandinka, die Monteil als erster europäischer Historiker in großem Umfang für seine Forschungen auswertete, erwähnt wird. Den Bericht über die Atlantik-Expedition hielt er für „pure Erfindung“.
Der israelische Orientalist und Afrikahistoriker Nehemia Levtzion (1935–2003) stellte bei einer Überprüfung der Originaltexte fest, dass der mansā Abubakari II. seine Existenz einem Übersetzungsfehler verdankte. So hatte er niemals über Mali geherrscht, womit auch zumindest die Identifizierung des anonymen Herrschers bei al-Umarī als Abu Bakr, dem Bruder Sundjatas und Vater (wohl eher: Großvater) Mansa Musas, hinfällig geworden sei. Der Deutung Levtzions schließt sich trotz gewisser Einwände auch der guineische Historiker Madina Ly-Tall an. Die Frage, ob die Atlantikexpedition eines anonymen Mande-Herrschers tatsächlich stattgefunden hat, ist damit allerdings noch nicht beantwortet.

## Die angebliche Entdeckungsreise Abubakaris

### Kritische Anmerkungen zu al-Umarīs Bericht
Während einer der führenden Kenner der mittelalterlichen Geschichte von Senegambien, Raymond Mauny, bestreitet, dass die Westafrikaner zu Beginn des 14. Jahrhunderts über die technischen und logistischen Voraussetzungen zu einer Atlantikfahrt verfügt hätten, möchten Jean Devisse und Sa’ad Labib nicht ausschließen, dass zumindest der Versuch unternommen worden ist. Allerdings sind sie skeptisch bezüglich des Erfolgs. Wenn es den malischen Schiffen tatsächlich geglückt sein sollte, einen der Meeresströme, die in Richtung Karibik fließen, zu nutzen, hätten sie möglicherweise bis nach Amerika gelangen können, aber die Rückfahrt wäre ihnen verwehrt geblieben. Die Küste Brasiliens, wie beispielsweise Gaoussou Diawara behauptet, hätten sie allerdings nicht erreichen können, und die Einfahrt in den Amazonas wäre ihnen wegen der zum Meer hin gerichteten Strömung unmöglich gewesen. Es ist auch zu beachten, dass der überlebende Kapitän ausdrücklich berichtet haben soll, die anderen Schiffe seien von einem Strudel verschluckt worden. Dies lässt weniger auf eine in Richtung Westen abgehende Meeresströmung schließen, sondern erinnert eher an den mittelalterlichen Mythos vom Schiffe verschlingenden Abyss.
Die von al-Umarī überlieferte Geschichte wird von keiner anderen Quelle bestätigt, auch nicht in den ansonsten sehr detailreichen Chroniken von Timbuktu (Tarikh al-Fettash und Tarikh al-Sudan). Ein so großes Unternehmen wie die Ausrüstung von 2000 Schiffen hätte im ganzen islamischen Raum bekannt werden müssen, insbesondere in Ägypten, das bereits vor der Herrschaft von Mansa Musa über gute Beziehungen zu Mali verfügte. Auch der stets bestens informierte Ibn Chaldūn weiß nichts über diese Expedition zu berichten. Allerdings waren im 13. Jahrhundert offenbar bereits ähnliche Geschichten von Herrschern, die das Schicksal herauszufordern gedachten, in verschiedenen Teilen des Orients im Umlauf, so dass wir auch annehmen können, dass al-Umarī Elemente dieser Wandersage nutzte, um seinen Bericht glaubhaft erscheinen zu lassen.

### Der Bericht bei al-Umarī – eine Parabel?
Es ist denkbar, dass die Anekdote in erster Linie einen didaktischen Charakter hatte, denn die Werke der arabischen Historiker dienten auch als Leitfaden für die Herrscher. Al-Umarī präsentierte möglicherweise im Stil eines mittelalterlichen Fürstenspiegels das Negativbild eines Herrschers, den er mit dessen Nachfolger, d. h. Mansa Musa, kontrastierte. Der anonyme mansā repräsentierte, so kann man annehmen, einen pflichtvergessenen König, der sich nicht um seine Regierungsgeschäfte kümmerte. Stattdessen suchte er Antworten auf Fragen, die der Mensch nicht stellen durfte, weil dadurch Allah und die Autorität des Korans, der kein Land jenseits des Ozeans kannte, in Zweifel gezogen wurden. Der Herrscher reagierte nicht einmal auf den deutlichen Fingerzeig Gottes, der fast die ganze Flotte vernichtete und nur wenige Überlebende heimkehren ließ, damit diese dem hochfahrenden mansā die Warnung überbrachten. Doch dieser war blind in seinem Hochmut und forderte Gott heraus, indem er sich auf die Expedition begab, Tausende von Untertanen in Lebensgefahr brachte und dabei auch die Ressourcen seines Reiches schmälerte, um die Flotte für das aberwitzige Unternehmen auszurüsten.
Mansa Musa hingegen unterwarf sich demütig den Anweisungen der Korangelehrten von Kairo und verhielt sich von nun an entsprechend ihren Vorschriften. Er pilgerte im Gegensatz zu seinem Vorgänger nach Mekka und nahm fromme Männer mit in sein Reich, um dort den Glauben zu festigen. Er ließ Moscheen in Timbuktu und Gao errichten, stattete sie großzügig mit heiligen Büchern aus und geriet somit zum vorbildlichen Herrscher. Es ist durchaus denkbar, dass al-Umarī die noch wache Erinnerung an den Pilger aus Mali nutzte, um seine didaktisch konzipierte Parabel möglichst glaubwürdig zu gestalten.

### Die afrozentristische Deutung von Abubakari II.
Ungeachtet der Tatsache, dass die Existenz eines Herrschers Abubakari II. von der etablierten Fachwissenschaft bestritten wird, erklären die führenden Vertreter der als „Afrozentrismus“ bekannten Geschichtsforschung (Molefi Kente Asante, John G. Jackson, Ivan Van Sertima), dass der König eine historisch nachweisbare Person sei und Amerika fast 200 Jahre vor Kolumbus erreicht habe. Die Afrozentristen erklären, dass eine Leugnung der Existenz Abubakaris und seiner Entdeckerleistung einer Leugnung der Größe der afrikanischen Geschichte gleich komme und – zumindest unterschwellig – den Tatbestand des „white racialism“ erfülle. Kritiker werfen den Afrozentristen wiederum manipulativen Umgang mit Quellen, Fakten und Daten und die Benutzung z. T. dubioser Literatur sowie Dogmatismus und die Schaffung eines unhistorischen Mythos vor, der nicht der Erforschung der historischen Wahrheit, sondern der Pflege von afro-amerikanischem Selbstbewusstsein diene.
Erstmals wurde die These, ein afrikanischer bzw. muslimischer Herrscher habe im frühen 14. Jahrhundert Amerika erreicht, vom ägyptischen Historiker Ahmed Zéki Pasha, dem ersten neuzeitlichen Herausgeber der Schriften al-Umarīs, im Jahre 1920 aufgestellt, wobei der Verfasser die Bedeutung der arabischen Nautik bei diesem Unternehmen betonte. Der deutsche Überseehistoriker Egmont Zechlin wollte die Möglichkeit nicht ausschließen, dass eine arabisch-malische Flotte Amerika erreicht haben könnte. Sein auf präkolumbische Entdeckungsfahrten spezialisierter Kollege Richard Hennig unterzog den Bericht von al-Umarī einer genaueren Untersuchung und kam zu dem Schluss, dass die Expedition des Herrschers von Mali, sofern sie tatsächlich stattgefunden habe, zum Scheitern verurteilt gewesen sei. Zuletzt hat sich der türkische Wissenschaftshistoriker Fuat Sezgin mit der Frage befasst und glaubt angesichts der „kartographischen Leistungen“ und der „erstaunlich hohe(n) Entwicklung der Nautik im arabisch-islamischen Kulturkreis“ sagen zu können, dass „muslimische Seefahrer“ „etwa seit Beginn des 9./15. Jahrhunderts das große ozeanische Festland nicht nur erreicht haben, sondern sogar begonnen haben es zu kartieren.“ Auch seiner Ansicht nach handelte es sich um arabische und nicht um schwarzafrikanische Entdeckungsreisende.
Offenbar ohne Kenntnis des Berichts bei al-Umarī stellte Leo Wiener (1862–1939) zwischen 1920 und 1923 in einem umfangreichen und ausführlich dokumentierten Werk die These auf, dass Amerika in vorkolumbischer Zeit von den westafrikanischen Mande aus kolonisiert worden sei. Wiener stützte sich vornehmlich auf tatsächliche oder scheinbare Ähnlichkeiten zwischen indianischen und afrikanischen Sprachen, aber auch auf das Vorkommen von Pflanzen, die beiderseits des Atlantiks anzutreffen waren und nach Wieners Ansicht aus Afrika in die Karibik eingeführt worden waren. U. a. versuchte er nachzuweisen, dass das Tabakrauchen seinen Ursprung in Afrika habe, was von der Mehrheit der Völkerkundler als unzutreffend zurückgewiesen wurde.
Die Kritiken der überwiegend weißen Wissenschaftler waren mehrheitlich ablehnend, während ein afro-amerikanischer Rezensent die Ergebnisse als äußerst wichtig für die Neudeutung der Geschichte bezeichnete und aus Wieners Buch ableitete, dass die Mandingo die präkolumbischen Kulturen zumindest radikal umgestaltet, wenn nicht sogar überhaupt erst geschaffen hätten.
Der malische Dramatiker Diawara ist der Ansicht, dass Abubakaris Flotte vom Gambia aus den Atlantik überquerte und das brasilianische Küstengebiet bei Recife erreichte und es Pernambuco nannte, zur Erinnerung an die beiden goldreichsten Gebiete im Mali-Reich – Buré und Bambuk.
Der guineische Historiker Madina Ly-Tall räumt ein, dass unter dem Vorgänger von Mansa Musa möglicherweise ein „fruitless attempt to sail the Atlantic“ unternommen wurde, aber er betont, dass die senegambischen Provinzen des Mali-Reiches und der Ozean einschließlich der Flussmündungen als Kommunikationswege keine Rolle spielten. Erst mit der Ankunft der Portugiesen habe sich dies geändert.
Afrozentristische Autoren wie Ivan Van Sertima und Mark Hyman verweisen häufig darauf, dass selbst Kolumbus berichtet habe, ihm seien mehrfach Berichte über Schwarze in der Karibik zugetragen worden, wobei zu berücksichtigen ist, dass Kolumbus und seine Zeitgenossen die Hautfarbe der Indianer meistens mit derjenigen der „moros“ verglichen. Damit waren jedoch die Bewohner Nordafrikas gemeint. Übersehen wird auch, dass Kolumbus unmissverständlich erklärte, er habe in den von ihm „entdeckten“ Ländern keine „Neger wie in Guinea“ angetroffen. Die spanischen Chronisten Francisco López de Gómara und Pedro Martir d’Anghiera, die selber niemals in Amerika waren, vermerkten in ihren Werken über die Erforschung und Eroberung der Neuen Welt, dass Konquistadoren wie Vasco Núñez de Balboa im heutigen Panama nicht nur vereinzelte Schwarze gesehen haben. Sie schrieben von ganzen Siedlungen, in denen angeblich ausschließlich „negros“ gelebt haben. Es handelt sich aber um Schilderungen aus zweiter Hand, auch wenn sie von Van Sertima und anderen wie zuverlässige Augenzeugenberichte behandelt werden.
Seit den 1950er Jahren verficht der Archäologe Mervyn D. W. Jeffreys die These, die Mandingo-Seefahrer hätten bereits im frühen 14. Jahrhundert den Mais aus Amerika nach Westafrika gebracht. Als Beweis verweist er hierbei auf afrikanische Mythen und Abbildungen auf Keramiken, die er als mittelalterlich klassifiziert, und behauptet, dass sich der Mais als Grundnahrungsmittel in der frühen Neuzeit nicht so rasch hätte verbreiten können, wenn er erst durch die Europäer nach 1500 in Westafrika eingeführt worden wäre. Seine Kritiker erklären, dass die linguistischen Belege, die er aufführe, nicht stichhaltig seien und er nicht beweisen könne, ob im Einzelfall Mais oder Sorghum (auch „Mohren“- oder „Perlhirse“ genannt) gemeint sei.

### Die islamische Variante des Abubakari-Mythos
Seit Mitte der 1990er Jahre ist eine Akzentverschiebung bei der Einschätzung der Entdeckerleistung Abubakaris zu beobachten. Hatten Afrozentristen bislang die Beeinflussung der autochthonen Kulturen Altamerikas durch schwarzafrikanische Seefahrer unterstrichen, so betonen nun Amerikaner mit muslimischem Hintergrund den primär islamischen Charakter der Entdeckung. Zwar wird eingeräumt, dass der Kontinent von den Mande entdeckt und zivilisiert worden sei, doch wird der Schwerpunkt auf die These gelegt, dass die Indianer in erster Linie zum Islam bekehrt worden seien. Urheber scheint der aus dem Libanon stammende und in Kanada arbeitende Physiker und Muslimfunktionär Youssef Mroueh zu sein. Als Beleg für seine ansonsten nirgends belegte Behauptung erklärt er, Kolumbus habe 1492 auf Kuba sogar eine Moschee gesichtet. Mrouehs Behauptung ist völlig aus der Luft gegriffen.
Die These, dass Amerika vor Ankunft der Spanier bereits weitgehend islamisch gewesen sei, wird von Autoren wie Mroueh mit der Behauptung untermauert, ganze Indianerstämme (Cherokee, Blackfoot) hätten maurische Tracht getragen, sich arabische Namen gegeben und Orte mit eindeutig islamischen Namen gegründet (z. B. Tallahassee = „Gott wird dich in der Zukunft erlösen“), zahlreiche kufische Inschriften hinterlassen und sogar ein Netzwerk von Koranschulen und islamischen Universitäten (z. B. in Arizona und New Mexico) betrieben, die aber später – vermutlich von den europäischen Eroberern – zerstört worden seien. Insbesondere die Cherokee sollen bis ins 19. Jahrhundert Muslime gewesen sein, eigene Imame gehabt und regelrechte Pilgerfahrten im Stile des Haddsch durchgeführt haben. Teilweise ist von einem „islamischen Erbe“ (Muslim legacy) Amerikas die Rede, ohne dass deutlich wird, welchen Zweck diese Formulierung erfüllt.
Während die These von der präkolumbischen Islamisierung der amerikanischen Ureinwohner bei den Organisationen der „Native Americans“ (Indianer) auf zunehmenden Widerstand stößt, wird sie in muslimischen Kreisen akzeptiert und auf entsprechenden Webforen zustimmend diskutiert. Hier werden auch die diesbezüglichen Texte, etwa von Mroueh und Pimienta-Bey, vorgestellt, weiter empfohlen und/oder verlinkt. Die „World Federation of Muslim Mission (The Minaret)“ greift die Behauptungen Mrouehs unkritisch auf und leitet aus den angeblichen Forschungsergebnissen ab, dass der amerikanische Kontinent ursprünglich islamisiert gewesen sei und jeder Muslim deshalb die Verpflichtung habe, durch sein Engagement beim Bekehrungswerk (dawah) diesen Zustand wiederherzustellen.
Der türkische Präsident Recep Tayyip Erdoğan bekannte sich im November 2014 im Fernsehen als Anhänger dieser Theorie und erklärte sich bereit, an der von Kolumbus erwähnten Stelle eine Moschee zu erbauen.